# Corendon Dutch Airlines

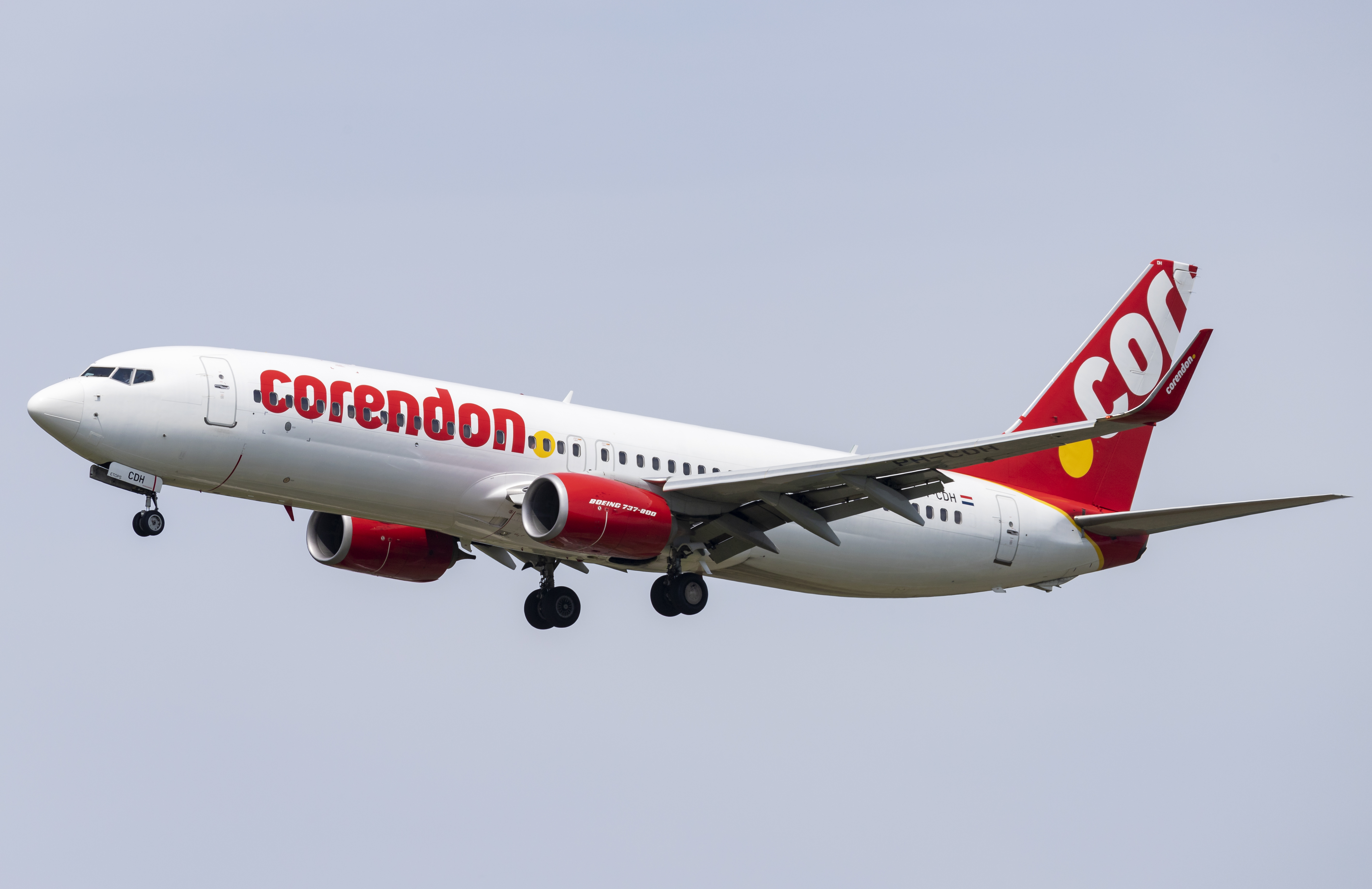
Wycofany w 2023 Boeing 737-800 w barwach Corendon Dutch Airlines

Corendon Dutch Airlines – holenderska linia lotnicza z siedzibą w Amsterdamie. Głównym węzłem jest Port lotniczy Amsterdam-Schiphol. Linia powstała w 2011, a pierwsze loty rozpoczęły się w kwietniu 2011. Linia należy do tureckiej Grupy Corendon w której skład wchodzi także Corendon Airlines.

## Flota
Według stanu na marzec 2025 flota Corendon Dutch Airlines składała się z 4 samolotów o średnim wieku 1,8 lat:
| Samolot          | Samolot | Samolot   | Liczba miejsc | Liczba miejsc | Uwagi |
| Model            | Aktywne | Zamówione | E             | Łącznie       | Uwagi |
| ---------------- | ------- | --------- | ------------- | ------------- | ----- |
| Airbus A350-900  | 1       | -         | 432           | 432           |       |
| Boeing 737 MAX 8 | 3       | -         | 219           | 219           |       |
| Łącznie          | 4       | 0         |               |               |       |